# یواس‌اس میسون (دی‌ئی-۵۲۹)
یواس‌اس میسون (دی‌ئی-۵۲۹) (به انگلیسی: USS Mason (DE-529)) یک کشتی بود که طول آن ۲۸۹ فوت ۵ اینچ (۸۸٫۲۱ متر) بود. این کشتی در سال ۱۹۴۳ ساخته شد.